# Sainte-Catherine-lès-Arras
Sainte-Catherine-lès-Arràs és un municipi francès situat al departament del Pas de Calais i a la regió dels Alts de França. L'any 2007 tenia 3.402 habitants.

## Demografia

### Població
El 2007 la població de fet de Sainte-Catherine-lès-Arràs era de 3.402 persones. Hi havia 1.353 famílies de les quals 376 eren unipersonals (152 homes vivint sols i 224 dones vivint soles), 440 parelles sense fills, 429 parelles amb fills i 108 famílies monoparentals amb fills.
La població ha evolucionat segons el següent gràfic:
Habitants censats

### Habitatges
El 2007 hi havia 1.432 habitatges, 1.359 eren l'habitatge principal de la família, 8 eren segones residències i 65 estaven desocupats. 1.182 eren cases i 245 eren apartaments. Dels 1.359 habitatges principals, 1.058 estaven ocupats pels seus propietaris, 271 estaven llogats i ocupats pels llogaters i 30 estaven cedits a títol gratuït; 8 tenien una cambra, 64 en tenien dues, 134 en tenien tres, 315 en tenien quatre i 838 en tenien cinc o més. 1.157 habitatges disposaven pel capbaix d'una plaça de pàrquing. A 667 habitatges hi havia un automòbil i a 560 n'hi havia dos o més.

### Piràmide de població
La piràmide de població per edats i sexe el 2009 era:
| Homes | Edats   | Dones |
| ----- | ------- | ----- |
| 0     | 95 o +  | 4     |
| 0     | 90 a 94 | 8     |
| 4     | 85 a 89 | 20    |
| 4     | 80 a 84 | 8     |
| 72    | 75 a 79 | 68    |
| 52    | 70 a 74 | 116   |
| 48    | 65 a 69 | 56    |
| 68    | 60 a 64 | 68    |
| 56    | 55 a 59 | 76    |
| 108   | 50 a 54 | 136   |
| 140   | 45 a 49 | 160   |
| 96    | 40 a 44 | 124   |
| 132   | 35 a 39 | 120   |
| 68    | 30 a 34 | 76    |
| 72    | 25 a 29 | 88    |
| 124   | 20 a 24 | 80    |
| 108   | 15 a 19 | 176   |
| 108   | 10 a 14 | 84    |
| 108   | 5 a 9   | 56    |
| 60    | 0 a 4   | 60    |

## Economia
El 2007 la població en edat de treballar era de 2.238 persones, 1.594 eren actives i 644 eren inactives. De les 1.594 persones actives 1.485 estaven ocupades (753 homes i 732 dones) i 109 estaven aturades (47 homes i 62 dones). De les 644 persones inactives 185 estaven jubilades, 241 estaven estudiant i 218 estaven classificades com a «altres inactius».

### Ingressos
El 2009 a Sainte-Catherine-lès-Arràs hi havia 1.362 unitats fiscals que integraven 3.309,5 persones, la mediana anual d'ingressos fiscals per persona era de 22.312 €.

### Activitats econòmiques
Dels 163 establiments que hi havia el 2007, 1 era d'una empresa alimentària, 1 d'una empresa de fabricació de material elèctric, 8 d'empreses de fabricació d'altres productes industrials, 14 d'empreses de construcció, 44 d'empreses de comerç i reparació d'automòbils, 8 d'empreses de transport, 10 d'empreses d'hostatgeria i restauració, 1 d'una empresa d'informació i comunicació, 6 d'empreses financeres, 8 d'empreses immobiliàries, 19 d'empreses de serveis, 32 d'entitats de l'administració pública i 11 d'empreses classificades com a «altres activitats de serveis».
Dels 27 establiments de servei als particulars que hi havia el 2009, 1 era una oficina de correu, 1 una oficina bancària, 2 funeràries, 4 tallers de reparació d'automòbils i de material agrícola, 1 autoescola, 2 paletes, 2 guixaires pintors, 3 fusteries, 2 electricistes, 2 empreses de construcció, 2 perruqueries, 1 veterinari, 3 restaurants i 1 saló de bellesa.
Dels 11 establiments comercials que hi havia el 2009, 1 era un hipermercat, 1 una botiga de menys de 120 m², 1 una fleca, 1 una botiga de roba, 3 botigues de mobles, 1 una botiga de material de revestiment de parets i terra i 3 floristeries.

## Equipaments sanitaris i escolars
El 2009 hi havia 1 hospital de tractaments de curta durada, 1 psiquiàtric, 1 maternitat i 1 farmàcia.
El 2009 hi havia 1 escola maternal i 1 escola elemental.

## Poblacions més properes
El següent diagrama mostra les poblacions més properes.